# 천안월봉고등학교
천안월봉고등학교(天安月峰高等學校)는 대한민국 충청남도 천안시 서북구 불당동에 위치한 공립 고등학교이다.

## 학교 연혁
- 2003년 3월 1일 : 천안월봉고등학교 설립(486명)
- 2004년 1월 2일 : 천안시 불당동 신축 교사로 학교 이전
- 2004년 3월 26일 : 개교식
- 2019년 3월 2일 : 소프트웨어교육 선도학교 지정 및 운영
- 2020년 3월 13일 : 인공지능(AI) 융합 교육과정 운영학교 지정
- 2023년 9월 1일 : 제8대 박근수 교장 부임
- 2025년 1월 9일 : 제20회 졸업식(412명. 총 졸업생수 8,853명)
- 2025년 3월 4일 : 제23회 입학식(423명)

## 참고 자료
- 천안월봉고등학교 - 한국교육학술정보원 학교알리미